# Paroisse de l'Ascension
Pour les articles homonymes, voir Ascension.
La paroisse d'Ascension, en anglais : Ascension Parish, est l’une des 19 paroisses historiques de la Louisiane à partir du 1er janvier 1807 alors que la Louisiane ne constituait pas encore un État américain mais seulement un territoire (le territoire d'Orléans) de l'Union.
La paroisse est nommée en l'honneur de l'Ascension du Seigneur. Elle est une des 22 paroisses de la région officielle de l'Acadiane. 

## Géographie
La paroisse a une superficie de 755 km2 de terre émergée et 29 km2 d’eau. Elle est enclavée entre la paroisse de Baton Rouge Est au nord-ouest, la paroisse de Livingston au nord-est, la paroisse de Saint-Jean-Baptiste à l’extrême est, la paroisse de Saint-Jacques au sud-est, la paroisse de l'Assomption au sud-ouest et la paroisse d'Iberville à l’ouest.
Dix autoroutes quadrillent la paroisse : une autoroute Fédérale (U. S. Highway) no 61, les autoroutes de Louisiane (Louisiana Highway) no 1, 10, 16, 18, 22, 30, 42 et 44 ainsi qu’une autoroute régionale (Interstate) 10.
La paroisse est divisée en trois villes et villages : Donaldsonville, Gonzales et Sorrento.

## Démographie
| Groupe            | Paroisse de l'Ascension | Louisiane | États-Unis |
| ----------------- | ----------------------- | --------- | ---------- |
| Blancs            | 73,3                    | 62,6      | 72,4       |
| Afro-Américains   | 22,2                    | 32,0      | 12,6       |
| Autres            | 2,0                     | 1,6       | 6,4        |
| Métis             | 1,2                     | 1,6       | 2,9        |
| Asiatiques        | 1,0                     | 1,6       | 4,8        |
| Amérindiens       | 0,3                     | 0,7       | 0,9        |
| Total             | 100                     | 100       | 100        |
|                   |                         |           |            |
| Latino-Américains | 4,7                     | 37,6      | 16,7       |

Dans la paroisse, la pyramide des âges (toujours en 2000) était présentée ainsi : 
- 23 366 personnes étaient des mineures (moins de 18 ans) soit 30,10 % ;

- 7 375 personnes étaient des jeunes adultes (de 18 à 24 ans) soit 9,50 % ;

- 25 306 personnes étaient de jeunes forces de travail (de 25 à 44 ans) soit 32,60 % ;

- 15 680 personnes étaient des forces de travail vieillissantes (de 45 à 65 ans) soit 20,20 % ;

- 5 900 personnes étaient des personnes en âge de la retraite (plus de 65 ans) soit 7,60 %.

L’âge moyen des citoyens de la paroisse était donc de 32 ans, de plus, la paroisse compte 39 425 personnes de sexe féminin (soit 50,79 %) et 38 202 personnes de sexe masculin (soit 49,21 %).
Le revenu moyen par personne s’élève à 44 288 $ (en 2006) alors que 12,90 % des habitants vivent sous le seuil de pauvreté (indice fédéral).
Selon l'American Community Survey, en 2010, 93,48 % de la population âgée de plus de 5 ans déclare parler l'anglais à la maison, 3,80 % l'espagnol, 1,50 % le français et 1,22 % une autre langue.